# 伯尔拉姆布尔
伯尔拉姆布尔（Balrampur），是印度北方邦伯爾拉姆布爾縣的一个城镇。总人口72220（2001年）。

## 人口
该地2001年总人口72220人，其中男性38038人，女性34182人；0—6岁人口9786人，其中男5072人，女4714人；识字率55.11%，其中男性为61.32%，女性为48.21%。